# Steven López
Steven López (n. 9 noiembrie 1978, New York City, New York, SUA) este un taekwondist ce a reprezentat Statele Unite ale Americii, medaliat olimpic. A participat la 5 ediții ale Jocurilor Olimpice (2000, 2004, 2008, 2012, 2016) în care a câștigat 2 medalii de aur și 1 medalie de bronz.